# Mathias Lanfer

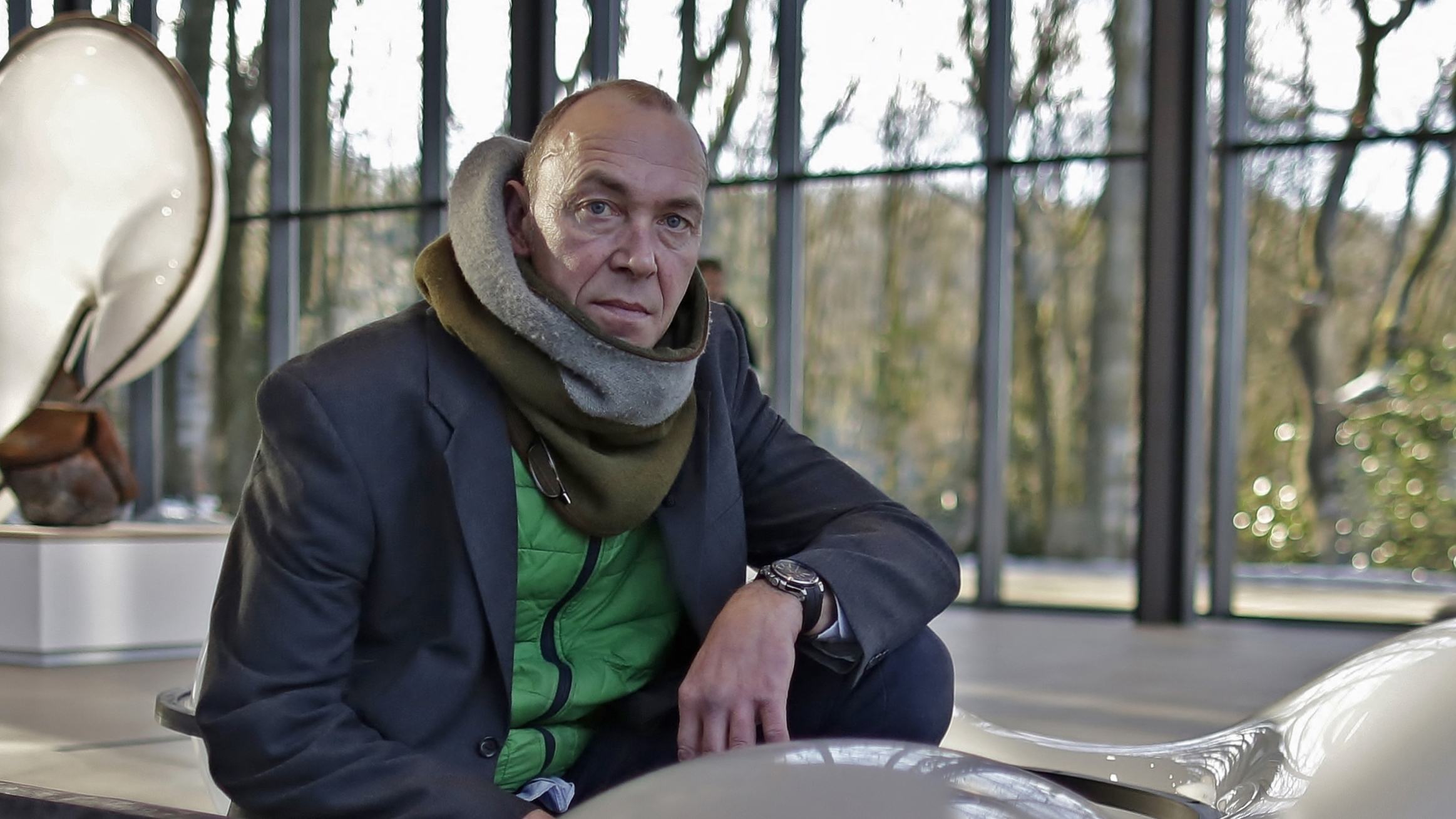
Mathias Lanfer 2017 im Skulpturenpark Waldfrieden, Wuppertal

Mathias Lanfer (* 1961 in Südlohn) ist ein deutscher Bildhauer und Lehrbeauftragter an der Hochschule Niederrhein.

## Leben und Werk
Mathias Lanfer absolvierte zunächst eine Ausbildung zum technischen Zeichner. Ab 1986 studierte er Design an der Fachhochschule Aachen. Ein Studium der Malerei an der Jan van Eyck Academie in Maastricht und an der Rijksakademie Amsterdam folgte. Von 1989 bis 1994 absolvierte er das Studium der Bildhauerei als Meisterschüler bei Tony Cragg an der Kunstakademie Düsseldorf.
Von 1995 bis 1997 war Lanfer Dozent für Grundlagen der Bildhauerei an der Kunstakademie Düsseldorf, von 2010 bis 2019 Dozent für Plastische Metallgestaltung an der Europäischen Kunstakademie Trier. Seit 2007 ist er Dozent für Zeichnen und Gestaltungslehre an der Hochschule Niederrhein in Krefeld.
Lanfer fotografiert, modelliert, filmt und arbeitet als Bildhauer, wie etwa in Bildnisse mit Rasierschaum.  Seine Arbeitsschwerpunkte sind Skulpturen und Kunst im öffentlichen Raum. Lanfer ist Mitglied im Deutschen Künstlerbund und lebt in Heiligenhaus.
Werke von Mathias Lanfer

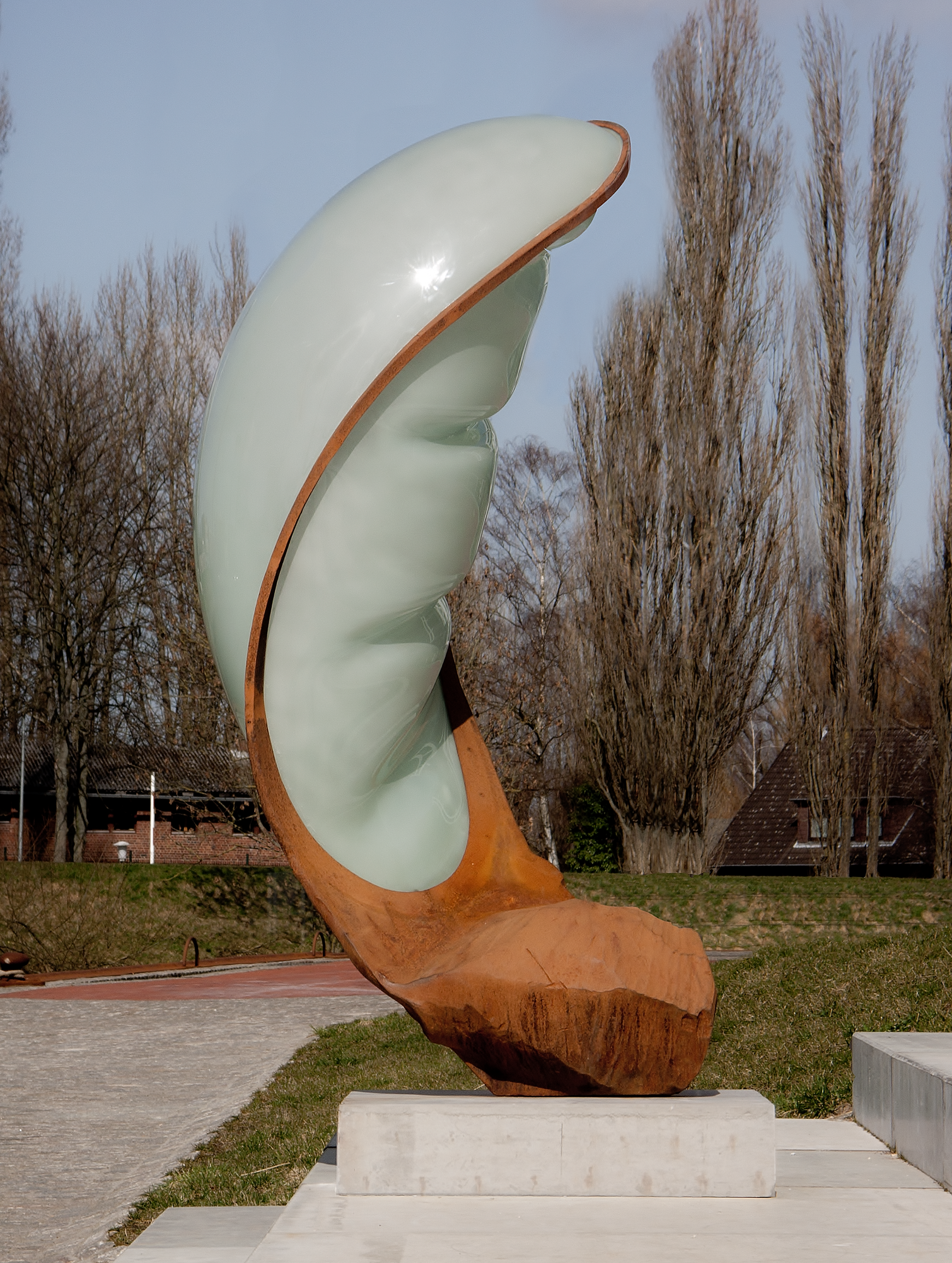
Thermoplastischer Kunststoff "SETZLING", Stahl, 2015/19
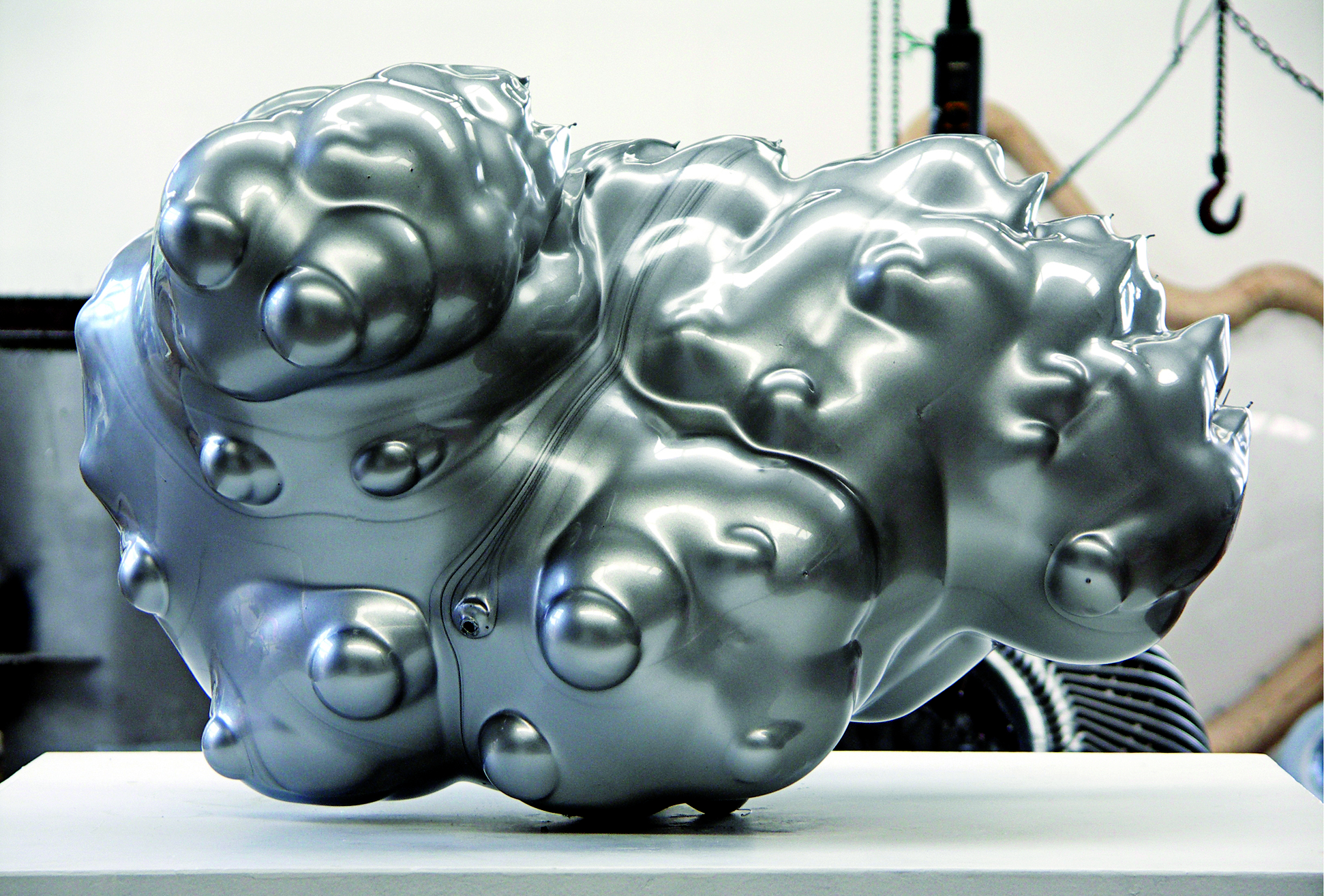
Thermoplastischer Kunststoff "SILVER SKIN", Metall, 56 × 38 × 76 cm, 2006
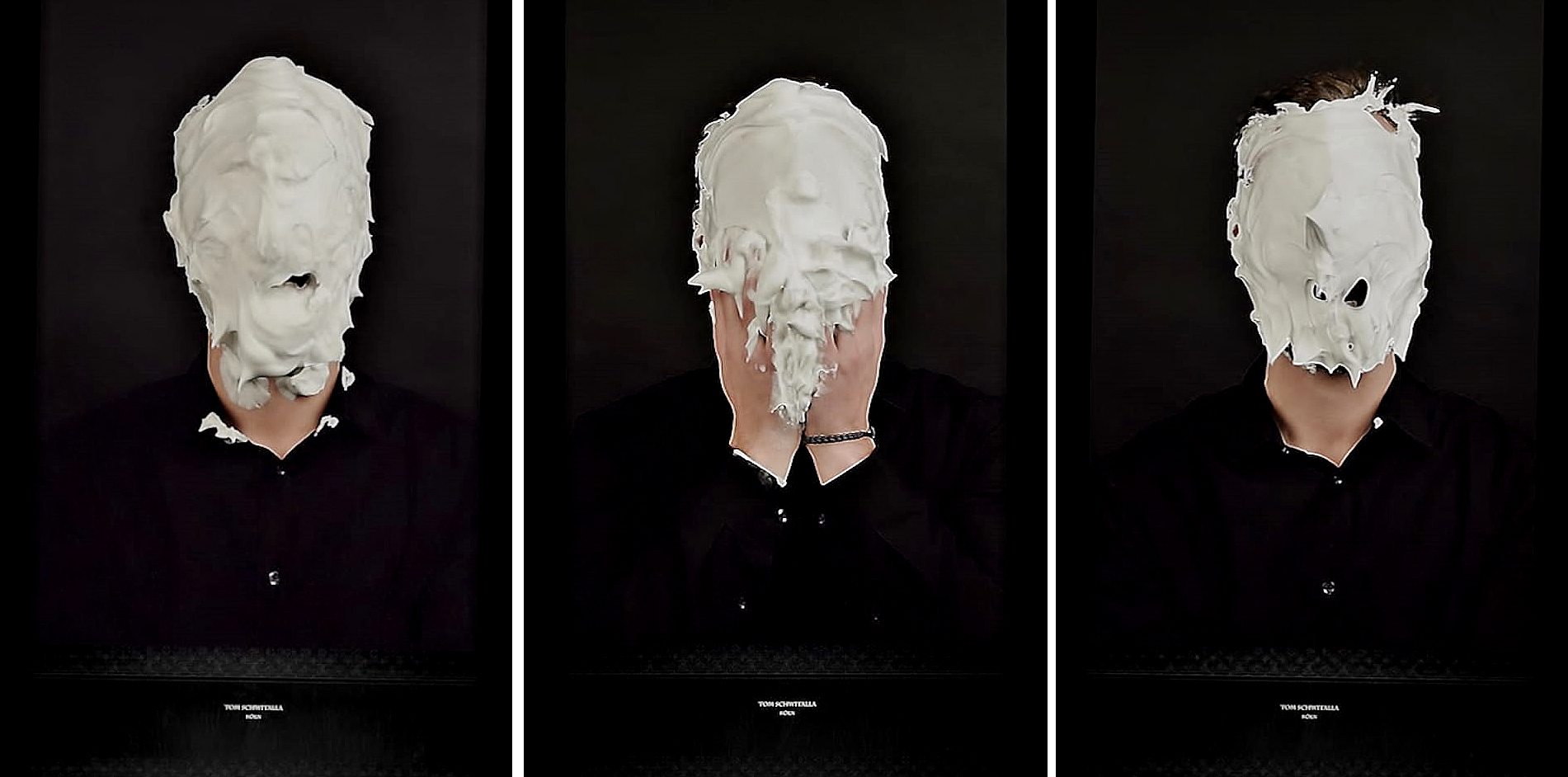
Bildnis mit Rasierschaum, "H_MILCH", 2015
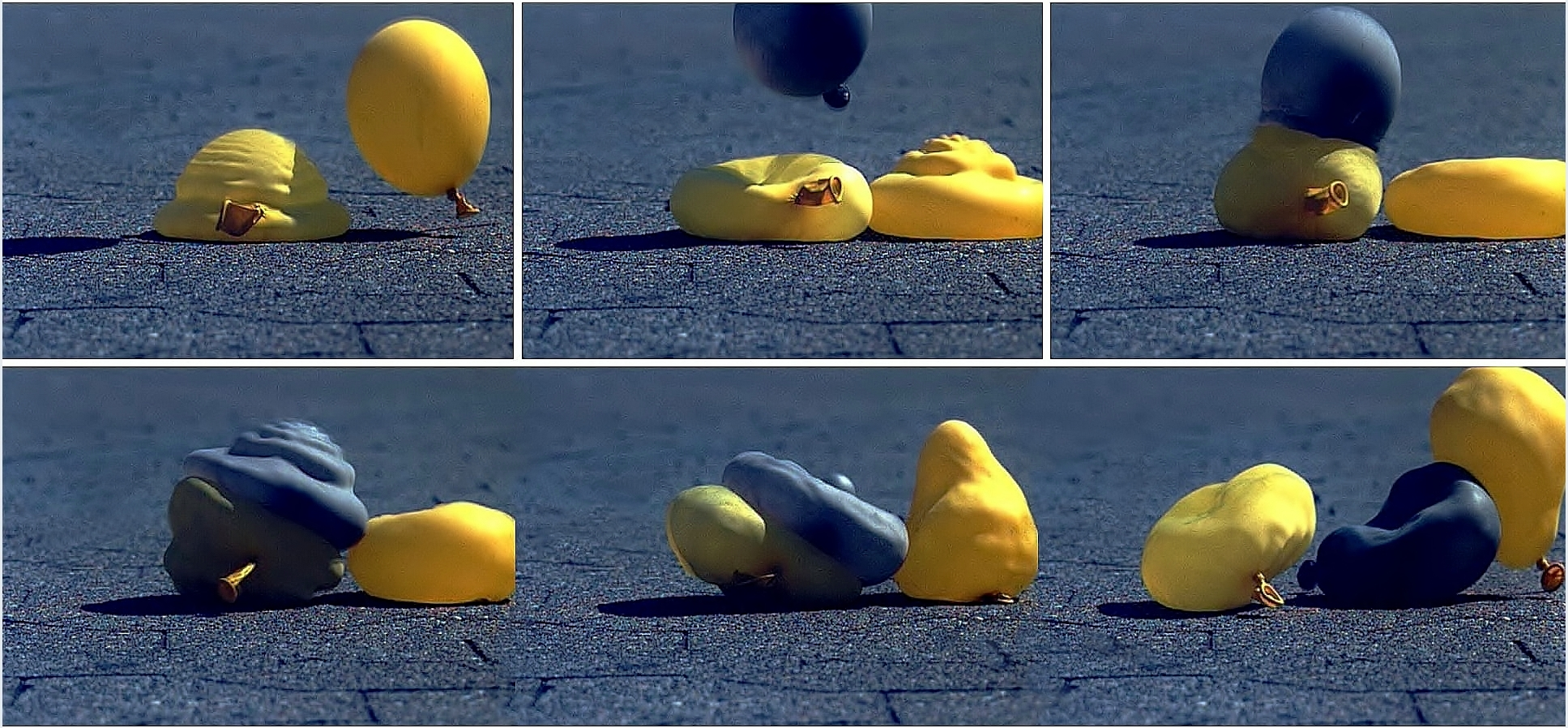
Slow Motion Fotografie "SLOW DROP”, 2500 fps, 2010

„Mathias Lanfer arbeitet vor allem mit einer prozessorientierten Materiallust und deren unvorhersehbarer Auswirkung auf eine präzise, kompakte Skulptur. Das Arbeiten mit den Händen, das Sichtbarmachen von Umformungen in unterschiedlichen Medien, stehen im Zentrum seiner bildhauerischen Tätigkeit. Als Bildhauer modelliert und filmt er nicht nur, er arbeitet vor allem mit der Lebendigkeit der Materie – wie etwa in: „Bildnisse mit Rasierschaum“. Er spielt mit den digitalen Prozessen und den thermischen Werkstoffen, nutzt sie um und hinterfragt die Formwerdung unter ästhetischen und zeitgenössischen Bedingungen.“

## Auszeichnungen und Stipendien (Auswahl)
- 1991: Reisestipendium, Kunstverein für die Rheinlande und Westfalen, Düsseldorf
- 1992: Transfer-Stipendium, Gent, Belgien, Kultursekretariat NRW; Projektförderung, Hans-Böckler-Stiftung
- 1996: Arbeitsstipendium des Bonner Kunstfonds e.V.
- 1999: Stipendiat der Akademie der Künste Berlin
- 2000: „Expedition“, Projektentwicklung, Expo 2000, Hannover
- 2010: „Echo“, Zentrum für Supercomputing, Leibniz-Rechenzentrum, Garchingen

## Ausstellungen (Auswahl)

### Einzelausstellungen
- 1991: Junge Reihe, Kunst und Museumsverein Wuppertal
- 1996: Stoffwechsel, Kunsthalle Bremerhaven
- 1996: Art meets Science meets Art, Shell Research Centre, Amsterdam
- 1997: Schön bei Euch, Künstlerhaus Bregenz
- 1997: Thermoplast, Tim van Laere Contemporary Art, Antwerpen, Belgien
- 1998: Folkwang, Zeche Zollverein – Museum Essen, Städtische Galerie
- 1999: Erika, Genforschungszentrum Max Dellrück Institut, Berlin
- 2000: Here We Go, Städtische Galerie Gladbeck, mit Thomas Bernstein
- 2002: Luftfracht, Rhein-Main Airport Frankfurt, Galerie Christian Scheffel
- 2007: Stay Tuned, Museum Schloss Ringenberg, Hamminkeln
- 2008: Lemon Drops, Kunstclub Hamburg
- 2010: Urban Hereos, RUHR. 2010, Kulturhauptstadt Europas
- 2012: Grosses C+3, Material/Formentwicklung, Clariant GmbH, Gersthofen[7]
- 2015: Lanfer – Lepper – Schmitten, Blain Southern London/Berlin[8]
- 2015: Beglückte Empörung, Kunsthalle Europäische Kunstakademie, Trier[5]
- 2017: Spams, Cragg Foundation, Skulpturenpark Waldfrieden, Wuppertal[9]
- 2018: Kilo-Pascal, Luftmuseum Amberg[10]
- 2019: 53° Nord _ 1160 °C, Kunst Sammlung Viebrockhaus, Harsefeld[11]
- 2020: Ohne/Alles, Kellerkinder und Skulpturen, Kunst Sammlung Heiligenhaus, STUD!O 2020

### Gruppenausstellungen
- 1990: Knotenpunkt, Stasi Hauptquartier Chemnitz
- 1993: Transfer, St. Peters Abtei Gent, Belgien
- 1993: SOU_VE_NIR, Goethe-Institut, Brüssel, Belgien
- 1994: Transfer, Musée de Beaux Arts Charloi, Belgien; Kunsthalle Recklinghausen
- 1997: Volle Scheune, Landesmuseum Binsfeld, Luxembourg
- 1998: 7. Triennale der Kleinplastik, Stuttgart
- 1999: Skulpturen, Akademie der Künste Berlin
- 2000: Here We Go, Skulpturenprojekt Gladbeck, Maschinenhalle Zweckel
- 2000: Gestalten der Wahrnehmung, Museum Trento, Italien
- 2001: Kunst in der Kammer, Wertpapierbörse Frankfurt am Main
- 2005: Roboter, Opelvillen Rüsselsheim
- 2009: Pfartfinder, Skulpturenprojekt, Stade
- 2010: Urban Hereos, RUHR. 2010, Heiligenhaus, Kulturhauptstadt/Local Heros
- 2014: Tandem, Bildhauerprojekt, Hawerkamphalle Münster / Kunstakademie Münster[12]
- 2014: Freund und Feindbilder, Kunsthalle der Europäische Kunstakademie
- 2016: Selbstwildnis, Kunsthalle der Europäische Kunstakademie, Trier
- 2017: M3 – Es ist nicht alles Gold was glänzt, Kunstmuseum Pforzheim[13]